# Bad Endorf
Bad Endorf là một đô thị tại huyện Rosenheim bang Bayern thuộc nước Đức. Năm 1987, Endorf được công nhận là một nơi nghỉ dưỡng có nguồn nước chữa bệnh được (Heilbad) và 1988 được đổi tên thành Bad Endorf. 